# بیون
بیون‌ها (به انگلیسی: Bions) بیون‌ها جایگزین پیشنهادی برای نانوباکتری‌ها می‌باشند که توسط جان دی. یانگ و جان مارتل ارائه شده است.
بیونها در اندازه‌ها و اشکال مختلف ظهور می‌کنند و می‌توانند اشکال تقلیدی مشابهی به انواع ساختارهای زنده داشته باشند. در ورای نمایش طبیعت غیر زنده نانوذرات، آنها نوید روشن شدن روش ساخت با آجر بناهای طبیعی را می‌دمند. چنین ترکیب‌های معدنی آلی می‌توانند جایگاه و محفظه ایی برای انجام فرایندهای مرتبط به حیات باشند و شاید همان مراکز تسریع برای آغاز فرایندهای حیاتی باشند. 
اینجا یک احتمال وجود دارد که ما به دنبال آن هستیم. چنین ساختارهای گسترده ایی که از شکل گیری رسوبهای کلسیم در طبیعت مشاهده و در بیماری‌های مزمن زیادی شناخته شده‌اند، حداقل در قالب واکنش‌های مولکولی بین پروتئین‌ها و چربی‌ها و مواد معدنی و مولفه‌های دیگر درک    می‌شوند. برعکس فرضیه نانوباکتری‌ها که در گذشته از آن حمایت  می‌شد، درک کنونی از مواد معدنی آلی طبیعی به دانشمندان اجازه می‌دهد که به این سمت بروند که بفهمند این موجودات ریز چطور می‌توانند به حیات سود برسانند، حتی اگر خودشان زنده نباشند.